# جان آلن نلسون
جان آلن نلسون (انگلیسی: John Allen Nelson؛ زادهٔ ۲۸ اوت ۱۹۵۹) هنرپیشه و فیلم‌نامه‌نویس اهل ایالات متحده آمریکا است.
از فیلم‌ها یا برنامه‌های تلویزیونی که وی در آن نقش داشته‌است می‌توان به ۲۴، سی‌اس‌آی: میامی، کسل، و آناتومی گری اشاره کرد.